# Liborius Olaf Lumma
Liborius Olaf Lumma (* 1973 in Siegen) ist ein österreichischer römisch-katholischer Theologe und Liturgiewissenschaftler.

## Leben
Nach dem Abitur 1993 studierte er von 1995 bis 2002 katholische Theologie und Philosophie an der Westfälischen Wilhelms-Universität Münster, der Ludwig-Maximilians-Universität München und der Hochschule für Philosophie München. Der Diplom-Theologe (2002 in Münster) absolvierte von 2003 bis 2006 ein Doktoratsstudium an der Leopold-Franzens-Universität Innsbruck im Fach Liturgiewissenschaft. Von 2005 bis 2006 leitete er ein durch den „Tiroler Wissenschaftsfonds“ finanziertes Forschungsprojekt über Gregorianischen Choral, angeschlossen an das Institut für Historische Theologie (ab 2006: Institut für Bibelwissenschaften und Historische Theologie). Seit der Promotion mit Auszeichnung zum Dr. theol. in Innsbruck im Jahr 2006 ist er Universitätsassistent am Institut für Bibelwissenschaften und Historische Theologie der Universität Innsbruck. Nach seiner Habilitation 2015 wurde er zum Privatdozenten ernannt. 2021 übernahm er die Funktion des Studiendekans seiner Fakultät.
Lumma forscht im Bereich von Theorie und Praxis des Gregorianischen Chorals, der christlichen Tagzeitenliturgie, des Fürbittgebets (Allgemeines Gebet) sowie der ökumenischen Theologie, hier vor allem über die Beziehungen zwischen katholischer und orthodoxer Kirche. Er nimmt im Auftrag der Diözese Innsbruck am Ökumenischen Dialog teil und ist seit 2009 Mitglied  der Ökumenekommission der Österreichischen Bischofskonferenz und des Ökumenischen Rates der Kirchen in Österreich. Von 2012 bis 2019 war er Vorsitzender des damaligen Ökumenischen Arbeitskreises der Diözese Innsbruck. Seit 2019 gehört er als Schriftführer dem Vorstand des neu gegründeten Ökumenischen Arbeitskreises der Kirchen in Tirol an und wurde zum Ökumenereferenten der Diözese Innsbruck ernannt. Seit 2004 ist er Mitglied der Internationalen Gesellschaft für Studien des Gregorianischen Chorals (AISCGre), seit 2015 Vorstandsmitglied in deren deutschsprachiger Sektion.
2021 wurde Liborius Lumma in die katholische Delegation für den ökumenischen Dialog zwischen dem Dikasterium zur Förderung der Einheit der Christen und der Gemeinschaft Evangelischer Kirchen in Europa berufen.
Im Jahr 2020 erhielt Liborius Lumma die österreichische Staatsbürgerschaft. Als Hobbys gibt er Baseball, Darts und Bergwandern an.

## Werke (Auswahl)
- Für-Bitten. Das Allgemeine Gebet in der Eucharistiefeier und anderen Gottesdiensten für alle Zeiten des Kirchenjahres und für besondere Anlässe. Tyrolia Verlag Innsbruck/Wien 2007. 2. Auflage 2017, ISBN 3-7022-2864-0.
- Unser Lebensatem, der Gesalbte des Herrn. Eine Kreuzwegandacht. Bonifatiusverlag., Paderborn 2005, ISBN 3-89710-316-8.
- Qui manducat carnem meam et bibit sanguinem meum. Theologische Implikationen der Gregorianischen Communio-Antiphonen de evangelio im Messproprium des Temporale (Liturgica Oenipontana. Band 5). LIT Verlag, Wien 2009, ISBN 978-3-643-50023-6 (zugleich Dissertation, Innsbruck 2006).
- Crashkurs Liturgie. Eine kurze Einführung in den katholischen Gottesdienst. Pustet Verlag, 5., grundlegend neu bearbeitete Auflage 2024, ISBN 978-3-7917-3530-6.
- Für-Bitten. An Werktagen, Heiligenfesten und zu besonderen Anlässen. Tyrolia Verlag Innsbruck/Wien 2013, ISBN 3-7022-3287-7.
- Antiphonenregister zum Benediktinischen Antiphonale. Vier-Türme-Verlag, Münsterschwarzach 2014, ISBN 978-3-89680-888-2.
- Fürbitten. Taufe, Hochzeit, Ehejubiläum, Begräbnis. Tyrolia Verlag Innsbruck/Wien 2009. 2. Auflage 2014, ISBN 978-3-7022-3060-9.
- Feiern im Rhythmus des Jahres. Eine kurze Einführung in christliche Zeitrechnung und Feste. Pustet Verlag, Regensburg 2016, ISBN 3-7917-2771-0.
- Die Komplet. Eine Auslegung des römisch-katholischen Nachtgebets. Verlag Friedrich Pustet, Regensburg 2017, ISBN 3-7917-2878-4 (zugleich Habilitationsschrift, Innsbruck 2015).
- Liturgie im Rhythmus des Tages. Eine kurze Einführung in Geschichte und Praxis des Stundengebets. Pustet Verlag, Regensburg 2011. 2., durchgesehene und verbesserte Auflage 2017, ISBN 978-3-7917-2396-9.
- Für-Bitten. Verstehen – verfassen – vortragen. Tyrolia Verlag, Innsbruck/Wien 2018, ISBN 3-7022-3681-3.[7]
- Wer macht was im Gottesdienst? Die handelnden Personen und ihre Aufgaben. Theologische Erschließung, Praktische Tipps. Pustet Verlag, Regensburg 2021, ISBN 978-3-7917-6211-1.